# Gare de Scherwiller
La gare de Scherwiller est une gare ferroviaire française de la ligne de Sélestat à Saverne  située sur le territoire de la commune de Scherwiller dans le département du Bas-Rhin en région Grand Est.
C'est une halte voyageurs de la Société nationale des chemins de fer français (SNCF) du réseau TER Grand Est, desservie par des trains express régionaux.

## Situation ferroviaire
Établie à 184 mètres d'altitude, la gare de Scherwiller est située au point kilométrique (PK) 3,464 de la ligne de Sélestat à Saverne entre les gares de Sélestat et de Dambach-la-Ville.

## Histoire
La section de Sélestat à Barr de la ligne de Sélestat à Saverne est mise en service le 1er août 1877 par la Direction générale impériale des chemins de fer d'Alsace-Lorraine.

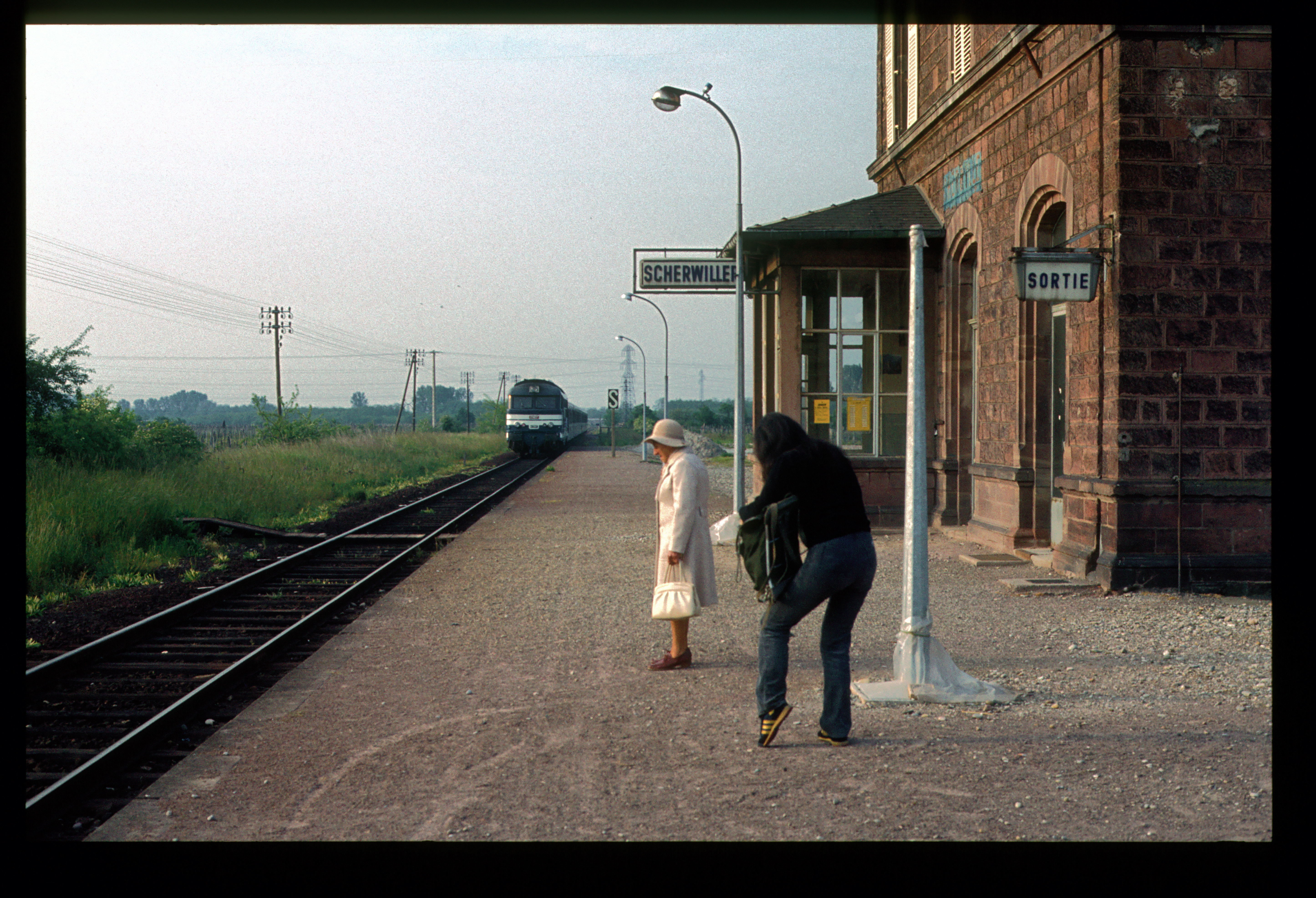
La gare en 1980.

## Fréquentation
De 2015 à 2024, selon les estimations de la SNCF, la fréquentation annuelle de la gare s'élève aux nombres indiqués dans le tableau ci-dessous.
| Année     | 2015  | 2016  | 2017  | 2018  | 2019  | 2020  | 2021  | 2022  | 2023   | 2024   |
| --------- | ----- | ----- | ----- | ----- | ----- | ----- | ----- | ----- | ------ | ------ |
| Voyageurs | 6 655 | 7 292 | 5 330 | 4 055 | 6 138 | 4 409 | 7 455 | 9 614 | 12 805 | 11 410 |

## Service des voyageurs

### Accueil
Halte SNCF, c'est un point d'arrêt non géré (PANG) à accès libre. Elle est équipée d'automates pour l'achat de titres de transport.

### Desserte
Scherwiller est une halte voyageurs SNCF du réseau TER Grand Est desservie par des trains express régionaux de la relation Strasbourg - Obernai - Barr - Sélestat.

### Intermodalité
Un parc pour les vélos et un parking pour les véhicules y sont aménagés. Elle est desservie par des bus de la ligne B du réseau Elsa.

## Patrimoine ferroviaire
Le bâtiment voyageurs désaffecté appartient à un plan type standard de la Direction des chemins de fer d'Alsace-Lorraine. Il se compose d'un bâtiment d'un étage à trois ouvertures à la façade en grès et d'une halle à marchandises en bois. Le toit des deux parties est à deux versants, sans croupes. 